# Muhammad al-Buchárí
Muhammad al-Buchárí (19. července 810 Buchara – 1. září 870 Khartank) byl perský islámský učenec narozený v Buchaře (dnes území Uzbekistánu). Je autorem sbírky Sahíh al-Buchárí, jedné ze šesti kánonických sbírek v sunnitském islámu. Sunnité považují tento hadís (výpověď o činech a skutcích islámského proroka Mohameda, hlavní pramen sunny) za nejdůvěryhodnější, arabské slovo „sahíh“ proto znamená v překladu autentické nebo bezchybné. Napsal též dílo Al-Adab al-Mufrad (Velká historie; životopisy představitelů islámské ústní tradice) Je považován za příslušníka hanbalovského mazhabu. Informace o Mohamedovi sbíral na cestách po Blízkém východě, které zahájil v šestnácti letech poutí do Mekky. V závěru života se zapojil do teologických sporů v Níšápúru, musel kvůli nim odejít zpět do Buchary, ale když odmítl vyučovat dětí místního vládce, musel odejít i odtud a konec života tak strávil v exilu. Zemřel kousek od Samarkandu.